# Novonothrus kethleyi
Novonothrus kethleyi är en kvalsterart som beskrevs av Casanueva och Norton 1998. Novonothrus kethleyi ingår i släktet Novonothrus och familjen Nothridae. Inga underarter finns listade i Catalogue of Life.